# میشائیل اشمیت
میشائیل اشمیت (انگلیسی: Michael Schmid؛ زادهٔ ۱۸ مارس ۱۹۸۴) اسکی‌باز نمایشی اهل سوئیس است.